# Внутренняя форма слова
Вну́тренняя фо́рма сло́ва — семантическая и структурная соотнесенность составляющих слово морфем с другими морфемами данного языка, способная возникать в представлении говорящих при анализе структуры этого слова, а также признак, положенный в основу номинации при образовании нового лексического значения слова. Таким образом, внутренняя форма слова указывает на причину, по которой данное значение оказалось выраженным именно данным сочетанием звуков.
Признак, лежащий в основе номинации, не обязательно является существенным; он может быть попросту ярким, бросающимся в глаза. Этим объясняется тот факт, что в разных языках одно и то же явление может быть названо на основе выделения различных признаков, ср. рус. портной от порты 'одежда', нем. Schneider от schneiden 'резать', болг. шивач от шия 'шить'.
Учение о внутренней форме слова связано с именами В. фон Гумбольдта и А. А. Потебни (последний, как и его последователи, понимал внутреннюю форму расширительно, признавая её не только в отдельном слове, но и в художественном произведении в целом), а позднее было развито сторонниками неогумбольдтианства: Л. Вайсгербером, Э. Сепиром, Б. Уорфом.

## Вдиахронии
Соотнесённость составляющих слова с другими существующими в языке единицами может быть обусловлена:
- сохранением в структуре слова исходного этимона (рус. снегирь и снег);
- «народной» (ложной) этимологией (связь рус. близорукий с рука при том, что данное слово происходит из др.-русск. близозоръкъ[3]).

В ходе исторических изменений в языке внутренняя форма слова может быть затемнена или полностью утрачена. Утрата внутренней формы происходит вследствие:
- утраты производящего слова (так, исчезновение в русском языке слова коло 'колесо' привело к потере внутренней формы первоначально уменьшительного слова кольцо и слова около, буквально означавшего 'вокруг');
- утраты предметом признака, характерного для него ранее и послужившего основой номинации (рус. мешок более не связывается со словом мех);
- значительных фонетических изменений облика слов в истории языка (к примеру, в сознании современных говорящих не связываются восходящие к одному корню слова коса и чесать, городить и жердь).

Воссозданием утраченной внутренней формы слов занимается этимология, изучением экспрессивно окрашенных внутренних форм, оставшихся незатемнёнными и входящих в коннотацию лексемы (рус. осёл 'упрямо-глупый человек', тащиться 'двигаться медленно и с трудом'), — лексикология и стилистика.

## В стилистике
В стилистике принято иное понимание термина «внутренняя форма слова»: под ним подразумевается внутренняя образность слова или словосочетания — созначения, возникающие при его контекстуальном употреблении благодаря различной предметной и системной отнесённости слова (или словосочетания) в целом и его отдельных частей.